# Siris
Siris (sardinsky: Sìris) je italská obec (comune) v provincii Oristano v regionu Sardinie. Nachází se ve výšce 161 metrů nad mořem a má 227 obyvatel. Rozloha obce je 6,00 km².